# Onthophagus parmatus
Onthophagus parmatus är en skalbaggsart som beskrevs av Edmund Reitter 1892. Onthophagus parmatus ingår i släktet Onthophagus och familjen bladhorningar. Inga underarter finns listade i Catalogue of Life.